# Richter János (plébános)

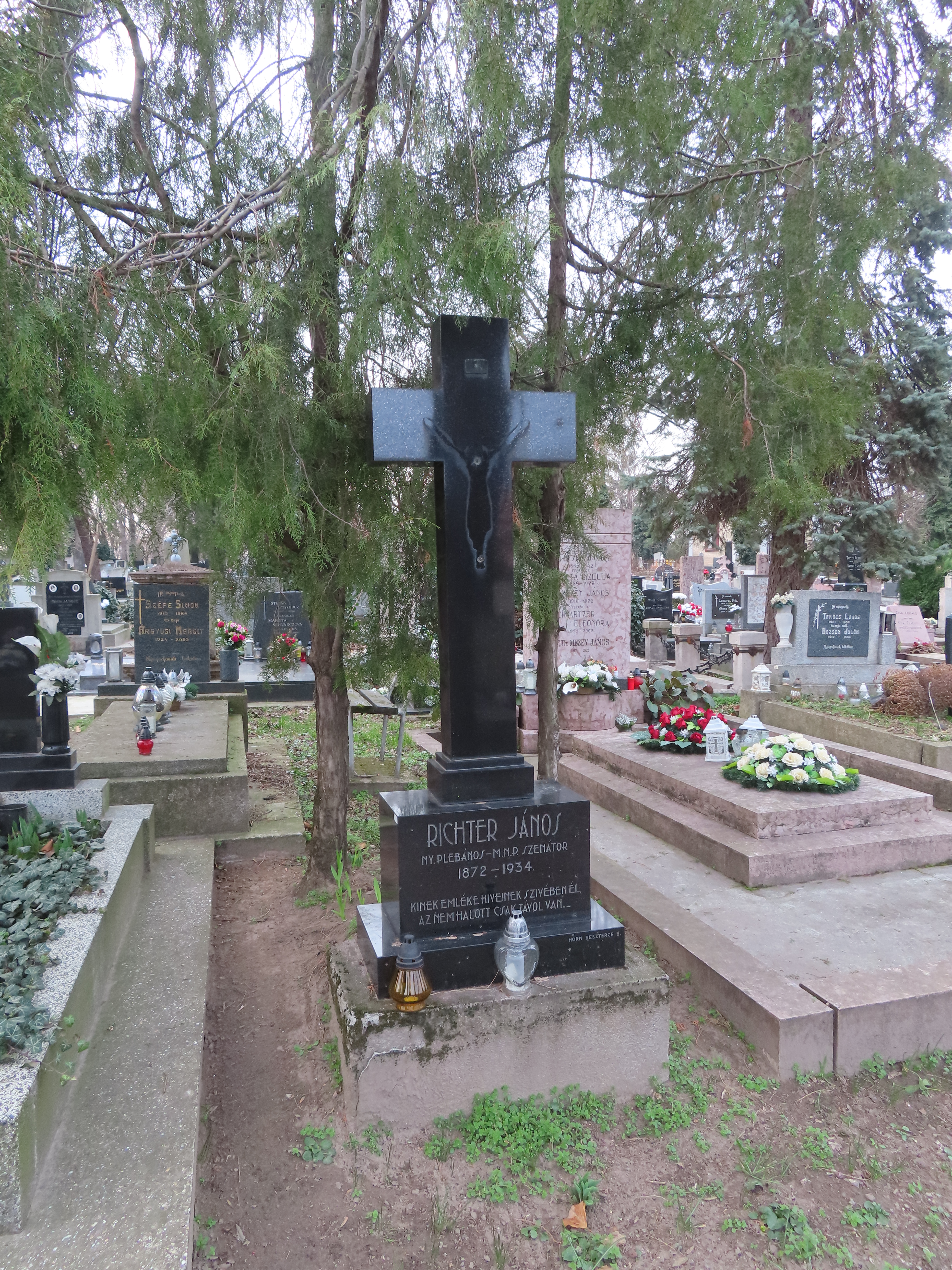
Richter János sírja Komáromban

Richter János (Igló, 1872. február 8. - Komárom, 1934. május 18.) plébános, országgyűlési képviselő.

## Élete
A gimnáziumot Iglón, a teológiát Szepeshelyt végezte. 1894-ben szentelték pappá Zázriván, majd 1895-től Nagybobrócon, 1896-tól Liptószentmiklóson és Turdossinban, 1898-tól Szepesbélán volt káplán. 1899-től Nagyfaluban (Árva vm.) adminisztrátor, 1900-tól plébános. 1914-ben átlépett az esztergomi egyházmegyébe és Ipolyszakálloson lett plébános. 1927-ben nyugdíjazták, ezután Komáromban telepedett le.
1910-1918 között a Nemzeti Munkapárt programjával az alsókubini kerület országgyűlési képviselője. 1925-1934 között Érsekújvár szenátora a Magyar Nemzeti Párt színeiben.
A komáromi katolikus temetőben nyugszik.

## Művei
- 1917 Alsó-Kubin országos képviselőjének beszéde a választójogi kérdésben 1917. jún. 26-án. Budapest